# Biblia pauperum

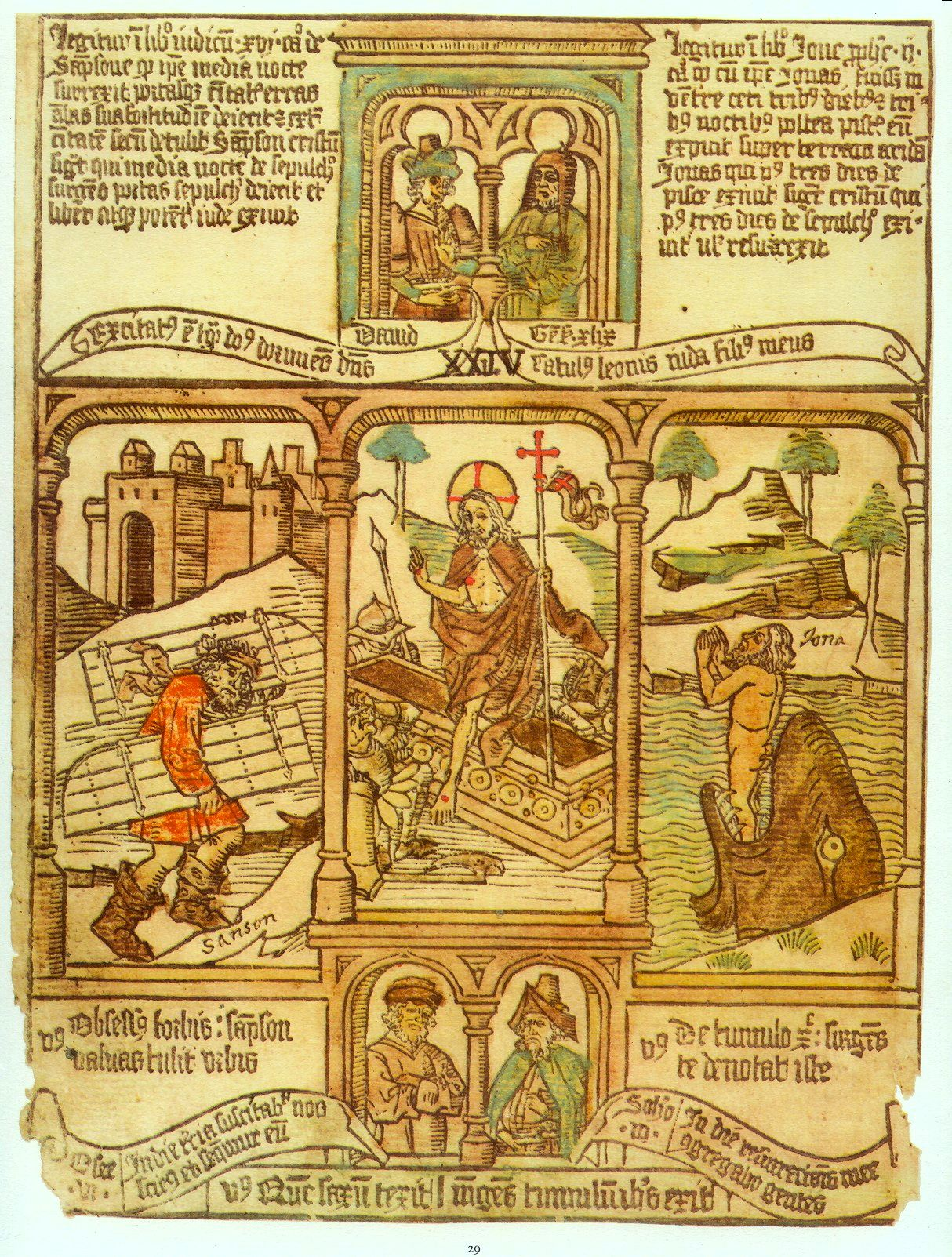
Az Esztergomi főszékesegyházi könyvtár negyvenlapos blockbuch Biblia pauperuma. Sámson Gáza városának kapujával - Krisztus feltámadása - Jónás megszabadul a cethal gyomrából. 29. fol.

A Biblia pauperum, Biblia picta (lat. "szegények Bibliája", "festett Biblia") a 13. század végétől elterjedt könyvtípus. A ~ a középkor legnépszerűbb könyvei közé tartozott. E kor egyik jellegzetes emléke. Miniatúrákkal díszített és fametszetes példányai (blockbuch - táblanyomat) világszerte őrzött muzeális értékek. A Biblia pauperum ahhoz a könyvtípushoz tartozik, amellyel Gutenberg találmánya előtt igyekeztek megoldani a könyv gyors és viszonylagos olcsó előállítását. E könyvalakban közreadott fametszetsorozatok mintegy átmenetet képeztek a középkori festett kódexek és az illusztrált nyomtatott könyvek között. Az első Biblia pauperumok szerzői valószínűleg ausztriai bencések voltak. A Szegények Bibliája a 14. században elsősorban a német nyelvterületen terjedt. A másik két központból (francia nyelvterület, Anglia), mű nem maradt ránk. Ma több mint nyolcvan 14. századi Biblia pauperum ismert.

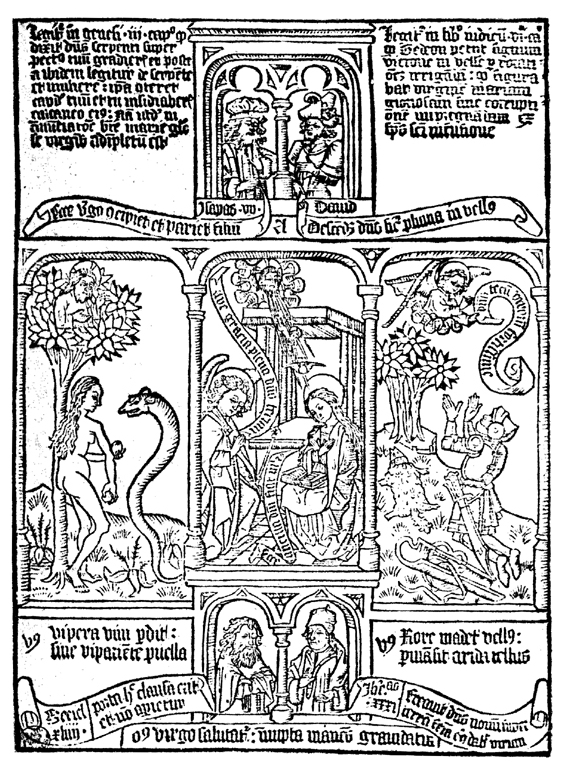
15. századi Biblia pauperum egy oldala

A Biblia pauperumok Krisztus életét mint beteljesedett előképek sorozatát írták le és illusztrálták. Voltak  csak szöveget tartalmazó illusztrálatlan ~ kéziratok is, de a legtöbb tulajdonképpen képeskönyv. A ~ok oldalanként néhány sornyi szöveggel az Újtestamentum legfontosabb eseményeit mutatják be, s azokat az Ótestamentum hasonló értelmű cselekményeivel magyarázzák, az események összefüggéseit a jelenetek párhuzamos, úgynevezett tipologikus ábrázolásával juttatják kifejezésre. Valamennyi ma ismert illusztrált ~ kézirat megegyezik abban, hogy az Ó- és Újtestamentum eseményeinek allegorikus kapcsolatát úgynevezett képcsoportokban állítja a néző elé. A középpontban az újtestamentumi jelenet (antitípus) van, amelyhez két – azonos gondolatot kifejező – ótestamentumi kép (típus) járul. A jeleneteket a sarok mezőben ábrázolt négy próféta alakja foglalja egységbe. Mindhárom bibliai jelenethez egy-egy magyarázó szöveg járul.

## Elnevezés
Az elnevezéssel kapcsolatban sok vita van. Az  egyik értelmezés szerint a „pauper” szó arra utal, hogy a szegény klerikusok nem rendelkeztek olyan anyagi eszközökkel, hogy teljes Bibliát vásárolhattak volna maguknak. Másik értelmezés szerint a „pauper” szó szellemi szegénységet: „pauperes spiritu”, intellektuális igénytelenséget jelöl, mivel az így nevezett klerikusok, szerzetesek bizonyos fokú latintudásuk ellenére sem törekedtek magasabb teológiai képzettségre. A 18. századi értelmezés szerint a fametszetes kiadások azok számára készültek, akik a teljes Biblia szövegét tartalmazó drága kéziratokat nem tudták megvásárolni. A modern szakirodalom ezt az értelmezést egyértelműen elutasítja. A ma „Szegények Bibliájá”-nak nevezett képsorozat ugyanis eredetileg nem a Biblia pótlására készült – nem is ad annak tartalmáról teljes áttekintést. A 13-14. századi kéziratok nem laikusok számára készültek. E képciklusok didaktikai célokat szolgáltak. A ~ tehát eredeti középkori rendeltetése szerint  szegény klerikusok, szerzetesek segédkönyve volt. De e mű fametszetes kiadásait rajtuk kívül valószínűleg más, a szerényebb anyagi javakkal rendelkező polgárok is vásárolták. A cél az volt tehát, hogy a Szentírást képek segítségével  ismertesse az egyházi rend alsóbb tagjaival vagy az egyszerű laikus hívőkkel. 

## Ábrázolás
A Biblia pauperum kompozícióinak tervezője a bibliai történeteket az őt körülvevő világ eseményeihez hasonlóan ábrázolta. Egyidejűleg korának aktuális művészi problémáit is megoldani igyekezett. Az új művészi felfogás ösztönözte egyrészt az emberi alakok, tárgyak és épületek méretarányos és perspektivikus ábrázolására, másrészt a bibliai események színhelyének minél részletesebb bemutatására. Sok jeleneten utal valami a 15. századi északi életformára (például berendezési tárgyak, bibliai személyek korabeli németalföldi viseletben).

## Az esztergomi Biblia pauperum
Magyarországon az egyik ismert Biblia pauperum negyven lapból áll, és az esztergomi Főszékesegyházi Könyvtár tulajdona. Az esztergomi Blockbuch a negyvenlapos Biblia pauperum legszebb kiadásából való. A 15. század közepén készült a Németalföldön. A másik a pécsi Klimó György könyvtár gyűjteményben található.